# Чемпионат мира по шахматам среди микрокомпьютерных программ
Чемпионат мира по шахматам среди микрокомпьютерных программ (англ. World Microcomputer Chess Championship, WMCCC) — соревнование компьютерных шахматных программ,  работающих на микропроцессорах. Организатор — Международная ассоциация компьютерных игр (ICCA, позднее переименована в ICGA).

## История
Цикл чемпионатов WMCCC проводился с 1980 по 2001 год отдельно от чемпионатов мира по шахматам среди компьютерных программ (WCCC). Вплоть до 1991 года победителями становились специализированные шахматные программы. После этого победители выигрывали на современных персональных компьютерах.
На 14-м чемпионате WMCCC в Джакарте команде Junior из Израиля не был разрешён въезд в Индонезию, как и некоторым другим командам, подавшим протест.
16-й Чемпионат мира по шахматам среди микрокомпьютерных программ совпадал с 9-м WCCC.

## Результаты чемпионатов
| Событие # | Год  | Место                  | Победитель                                     |
| --------- | ---- | ---------------------- | ---------------------------------------------- |
| 1         | 1980 | Лондон, Англия         | Fidelity Chess Challenger                      |
| 2         | 1981 | Травемюнде, Германия   | Fidelity X                                     |
| 3         | 1983 | Будапешт, Венгрия      | Fidelity Elite A/S                             |
| 4         | 1984 | Глазго, Шотландия      | Fidelity Elite X, Mephisto, Princhess X, Psion |
| 5         | 1985 | Амстердам, Голландия   | Mephisto / Nona                                |
| 6         | 1986 | Даллас, США            | Mephisto                                       |
| 7         | 1987 | Рим, Италия            | Mephisto / Psion                               |
| 8         | 1988 | Альмерия, Испания      | Mephisto                                       |
| 9         | 1989 | Портороз, Словения     | Mephisto                                       |
| 10        | 1990 | Лион, Франция          | Mephisto                                       |
| 11        | 1991 | Ванкувер, Канада       | ChessMachine (Gideon)                          |
| 12        | 1993 | Мюнхен, Германия       | HIARCS                                         |
| 13        | 1995 | Падерборн, Германия    | MChess-Pro 5.0                                 |
| 14        | 1996 | Джакарта, Индонезия    | Shredder                                       |
| 15        | 1997 | Париж, Франция         | Junior                                         |
| 16        | 1999 | Падерборн, Германия    | Shredder                                       |
| 17        | 2000 | Лондон, Великобритания | Shredder                                       |
| 18        | 2001 | Маастрихт, Голландия   | Deep Junior                                    |